# Технічні культури
Технічні культури — сільськогосподарські рослини, які використовують як сировину для різних промислових виробництв, зокрема для виробництва тканин і харчових продуктів. Вони поділяються на кілька груп: 
- волокнисті (бавовник, льон-довгунець, конопля, джут);
- олійні (соняшник, соя, ріпак, арахіс, олійна пальма);
- цукроносні (цукрова тростина, цукровий буряк);
- тонізуючі (чай, какао, кавове дерево);
- каучуконосні (гевея і т.п.);
- ефіро-олійні (троянда, лаванда, м'ята, аніс).

## Групи
За цільовим призначенням технічні рослини поділяються на такі групи (у дужках рослини, що є в культурі в Україні):
- крохмалоносні (картопля, яку звичайно до технічних рослин не зараховують);
- цукроносні (цукровий буряк);
- олійні рослини (соняшник, льон-кучерявець, або олійний, рижій, рицина, ріпак, соя й ін.);
- ефіроолійні (коляндра, троянда етеро-олійна, м'ята, шавлія й ін.);
- прядивні рослини (льон-довгунець, коноплі, до 1950 бавовна);
- лікарські;
- дубильні (дуб);
- наркотичні (тютюн, махорка) та ін. (хміль).

Деякі технічні рослини культивовано в Україні впродовж віків наприклад, (льон, коноплі), деякі з XIX століття (цукровий буряк, соняшник, хміль), деякі (бавовна, тютюн) щойно з найновіших часів.

## Посівна площа
Посівна площа технічних рослин у цілому (без картоплі) в Україні, а також головних технічних рослин зазнала наступних змін:
|                      | 1913      | 1940        | 1960         | 1970         | 1975         |
| -------------------- | --------- | ----------- | ------------ | ------------ | ------------ |
| Всі технічні рослини | 904 (3,2) | 2 699 (8,6) | 3 574 (10,6) | 3 939 (12,0) | 4 027 (12,0) |
| у тому числі:        | 904 (3,2) | 2 699 (8,6) | 3 574 (10,6) | 3 939 (12,0) | 4 027 (12,0) |
| Цукровий буряк       | 558 (2,0) | 820 (3,1)   | 1 457 (4,3)  | 1 769 (5,4)  | 1 788 (5,3)  |
| Соняшник             | 76 (0,3)  | 720 (2,3)   | 1 505 (4,4)  | 1 672 (5,1)  | 1703 (5,1)   |
| Льон-довгунець       | 16 (0,1)  | 118 (0,4)   | 223 (0,7)    | 238 (0,7)    | 238 (0,7)    |
| Коноплі              | 127 (0,5) | 200 (0,6)   | 98 (0,3)     | 43 (0,1)     | 37 (0,1)     |

Швидке зростання всіх технічних рослин, зокрема соняшника і цукрового буряка, усталилося у 1960-их pp.; на ці дві рослини 1975 припадало 87 % усіх технічних рослин (1913 — 70 %). Постійно зростає значення льону (0,9 % посівної площі всіх технічних рослин), натомість зовсім упало значення конопель. З інших технічних рослин більші посівні площі мають (у тис. га і відсотках до всіх технічних рослин; числа приблизні): рицина бл. 80 (2,0 %), тютюн — 30 (0,7), льон-кудряш — 20 (0,4), ріпак — 6 (1940 — 91), етеро-олійні і лікарські — 42 (1), соя.

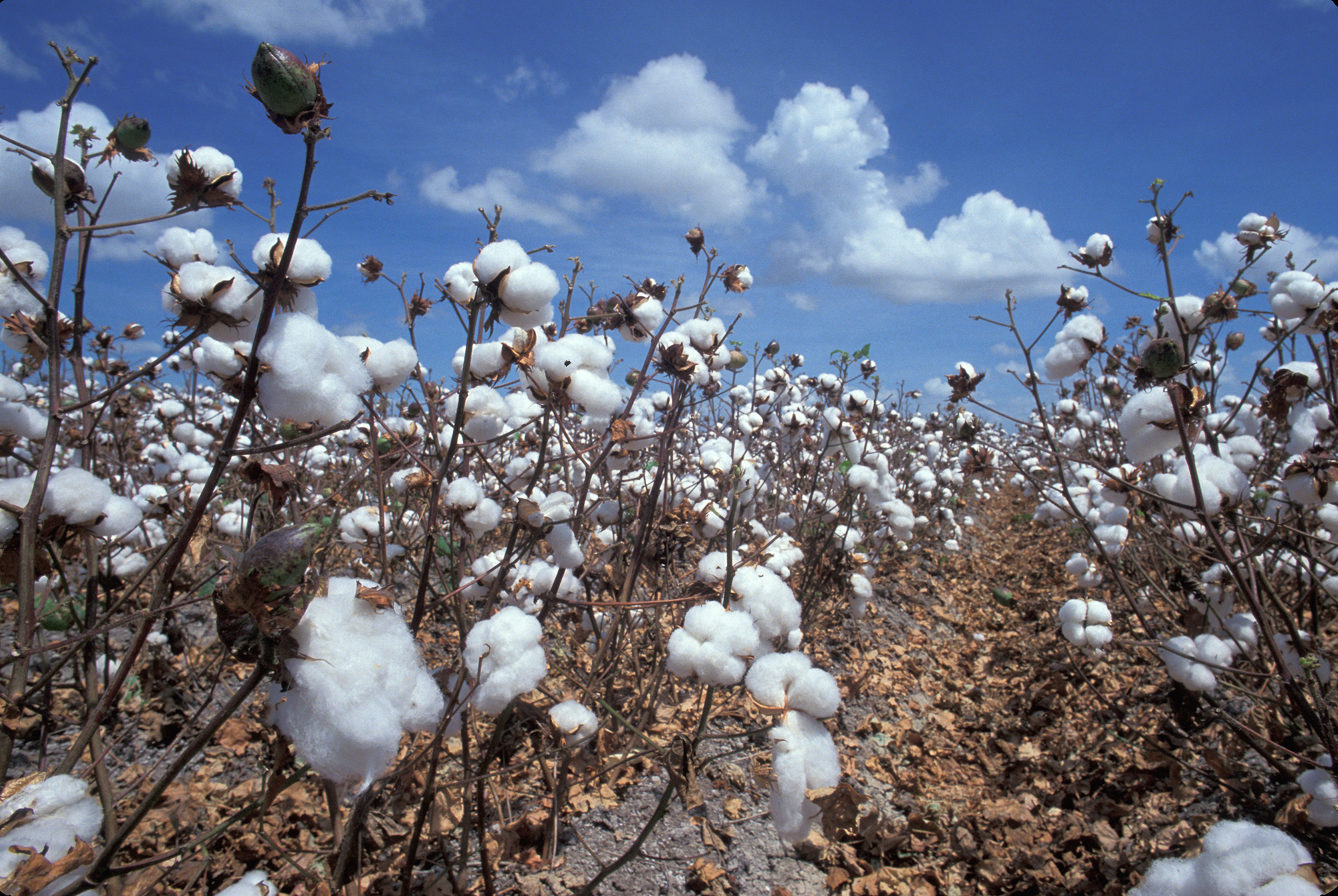
Бавовник — технічна культура

Низка технічних рослин, введених у культуру радянською владою, не виправдала сподівань (природні умови в Україні не були для них сприятливі), і їх тепер не вирощують: бавовник (1940 — 238 000 га, 8,5 % посівної площі всіх технічних рослин), кенаф, каучуконоси.
Технічні рослини поширені в усіх областях України (від 15,6 % всієї посівної площі у Вінницькій області, до 4,1 % на Закарпатті). Найбільше поширені технічні рослини у лісостепу: близько 14 % посівної площі (переважно цукровий буряк і соняшник, а також тютюн, озимий ріпак, коноплі) та у степу — близько 13 % (головне соняшник, а також рицина, етероолійні і лікарські, соя), менше на Поліссі — близько 9 % (льон, коноплі, хміль), найменше в горах.
На Кубані (Краснодарський край) технічні рослини становлять близько 700 000 га (16 % посівної площі), у тому числі 370 000 під соняшником, 212000 під цукровим буряком; інші: рицина, півд. коноплі, гірчиця, етеро-олійні й лікарські. Культура бавовни (ще 1952 — 171 000 га), кенафу, арахісу зовсім занепала.